# Pheidole tenuiclavata
Pheidole tenuiclavata is een mierensoort uit de onderfamilie van de Myrmicinae. De wetenschappelijke naam van de soort is voor het eerst geldig gepubliceerd in 1943 door Donisthorpe.